# Ospedale Maria Paternò Arezzo
L'ospedale "Maria Paternò Arezzo" (OMPA) è uno degli ospedali che costituiscono l'Azienda sanitaria provinciale di Ragusa.

## Storia

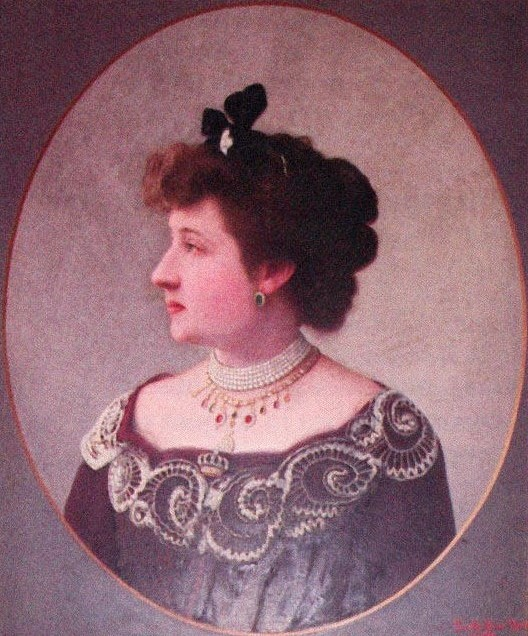
Maria Paternò Arezzo

Il primo nucleo dell'ospedale sorse grazie ad un lascito da parte della principessa di Castellacci Maria Paternò Arezzo, morta nel terremoto di Messina del 1908, al cui nome venne dedicato il nosocomio. Inaugurato nel gennaio del 1923 e destinato a curare gli ammalati poveri, con esclusione dei malati cronici, dei malati di mente e degli ammalati di malattie contagiose, tranne la tubercolosi, nel 1927 furono introdotti anche ammalati a pagamento; l'illuminazione elettrica venne installata nel 1936.
Fino all'agosto 2009, l'ospedale faceva parte dell'"Azienda ospedaliera civile e ospedale "Maria Paternò Arezzo"", comprendente anche l'Ospedale civile di Ragusa superiore (oggi, Ospedale Giovanni Paolo II), ma il 1º settembre 2009 avvenne la fusione con l'Azienda unità sanitaria locale n° 7 di Ragusa per creare la nuova Azienda sanitaria provinciale di Ragusa.

## La struttura
L'ospedale "Maria Paternò Arezzo", che rappresenta il centro a livello provinciale per i trattamenti oncologici, è composto dai seguenti reparti:
- Dipartimento di Emergenza e Accettazione - Unità Operativa Complessa di Anestesia e Rianimazione/Terapia Antalgica;
- Dipartimento di Emergenza e Accettazione - Unità Operativa Complessa di Cardiologia e UTIC;
- Dipartimento Materno-Infantile - Unità Operativa Complessa di Ostetricia e Ginecologia;
- Dipartimento Materno-Infantile - Unità Operativa Complessa di Neonatologia e UTIN;
- Dipartimento Materno-Infantile - Struttura Semplice di Cardiologia Pediatrica;
- Dipartimento Materno-Infantile - Unità Operativa di Genetica Medica;
- Dipartimento di Oncologia - Unità Operativa Complessa di Oncologia;
- Dipartimento di Oncologia - Unità Operativa Complessa di Anatomia e Istopatologia;
- Dipartimento Servizi - Unità Operativa Complessa Laboratorio Analisi Cliniche;
- Dipartimento Servizi - Unità Operativa Complessa di Radiodiagnostica;
- Dipartimento Servizi - Struttura Complessa Farmacia;
- Dipartimento Servizi - Diagnostica vascolare Ecocolordoppler.

Secondo un'indagine della Doxa, il "Maria Paternò Arezzo" è il secondo ospedale siciliano come giudizio complessivo, mentre risulta primo per cure e trattamenti ricevuti.